# Shire (paard)

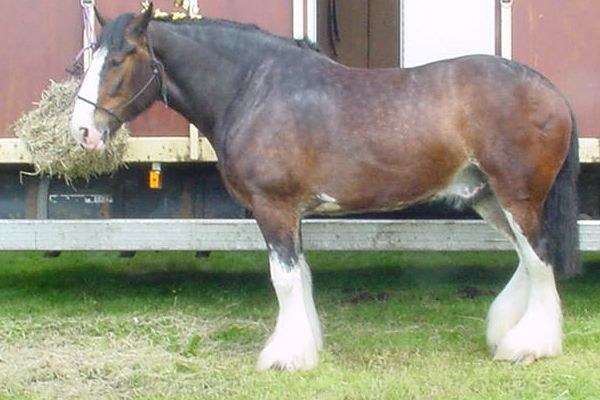
Shire

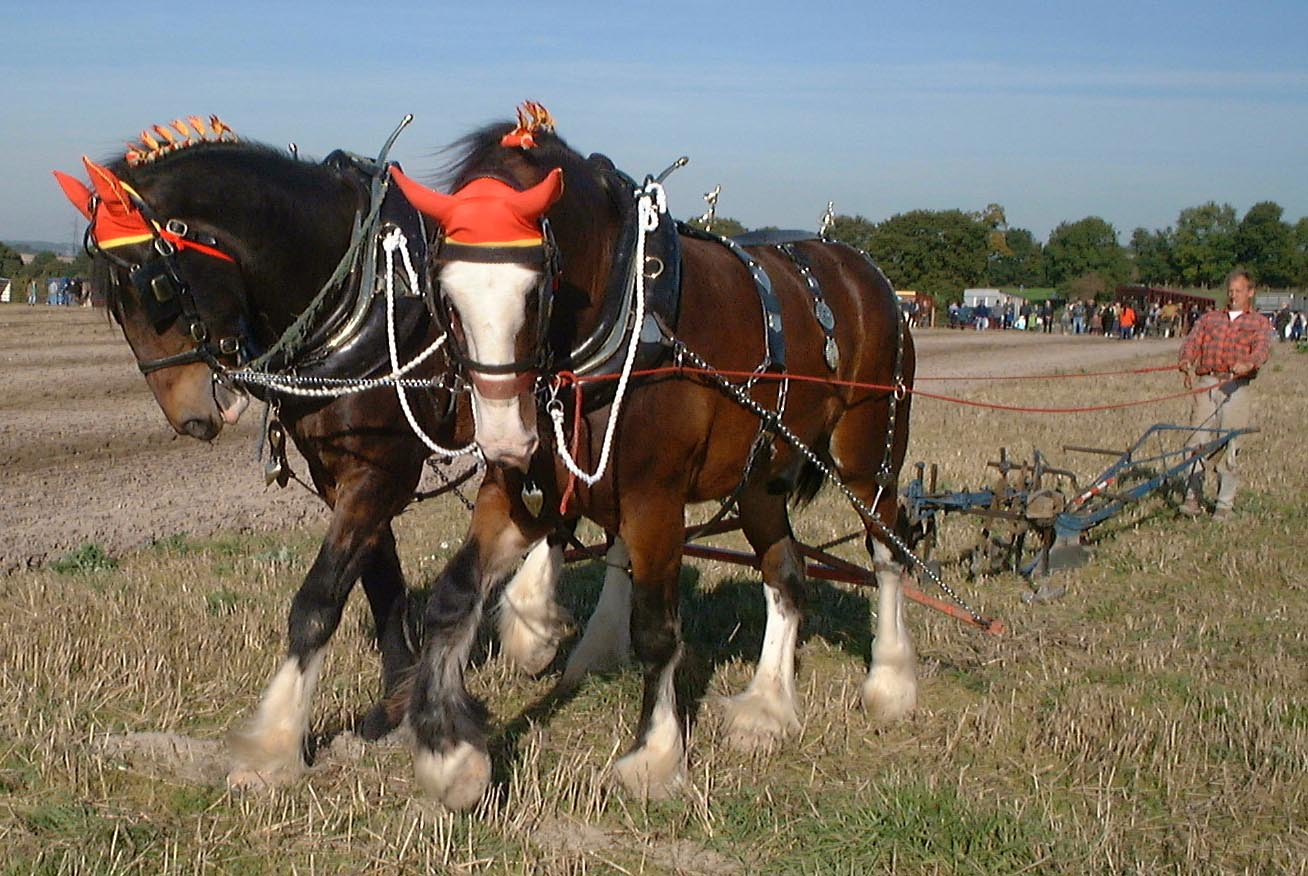
Dubbelspan-shires voor de ploeg

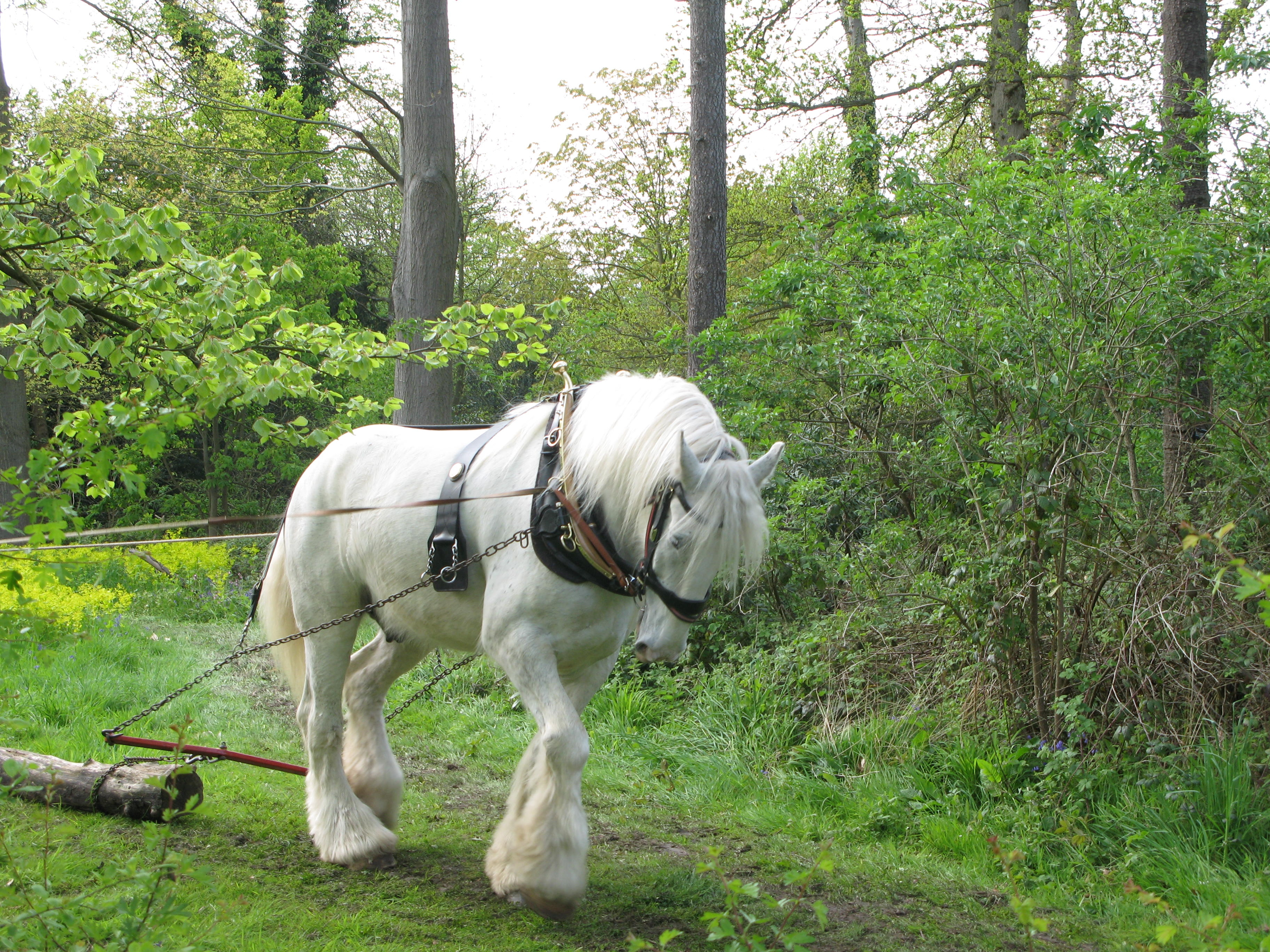
Shire als sleeppaard in de bosbouw

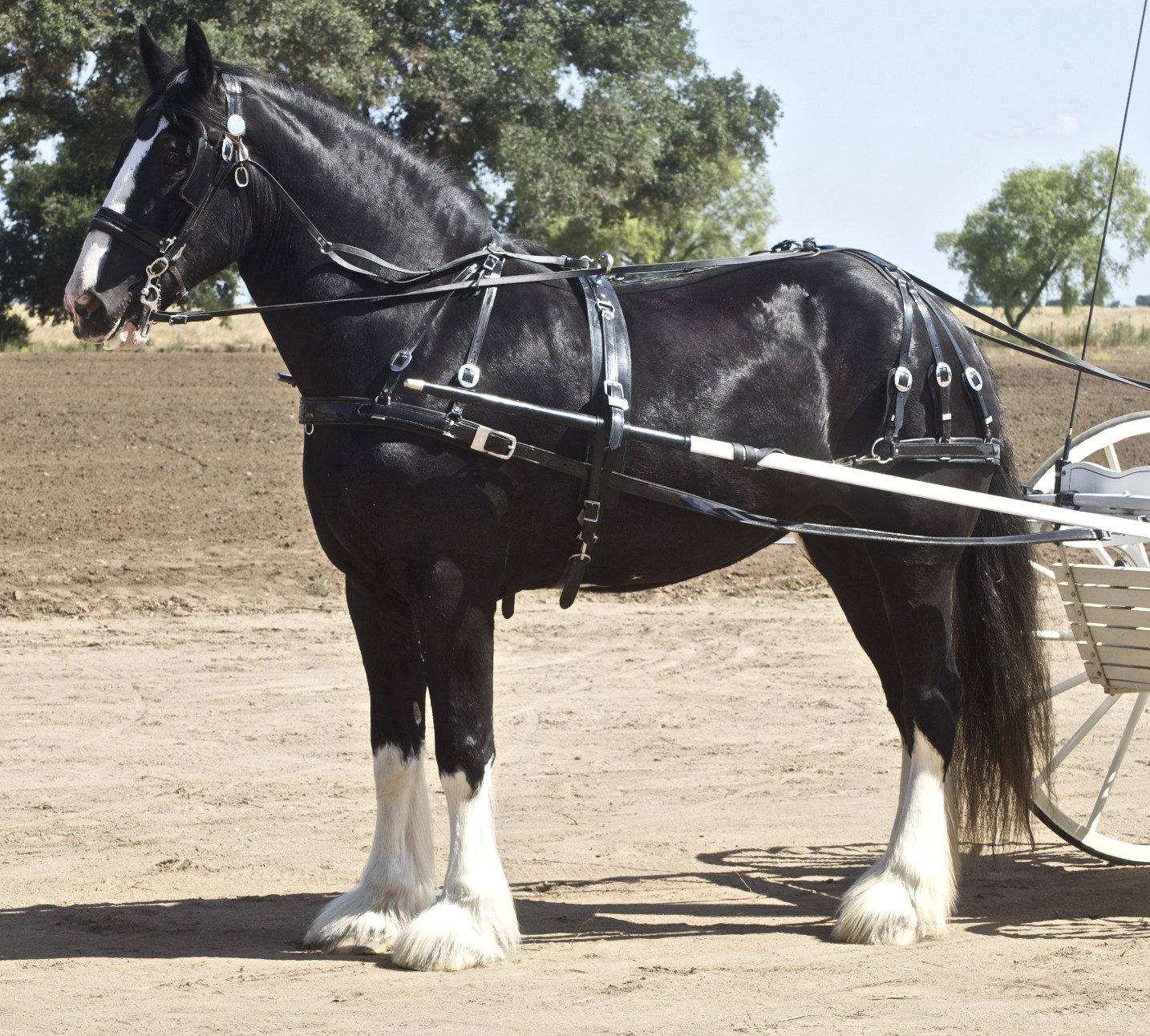
Shire in het tuig

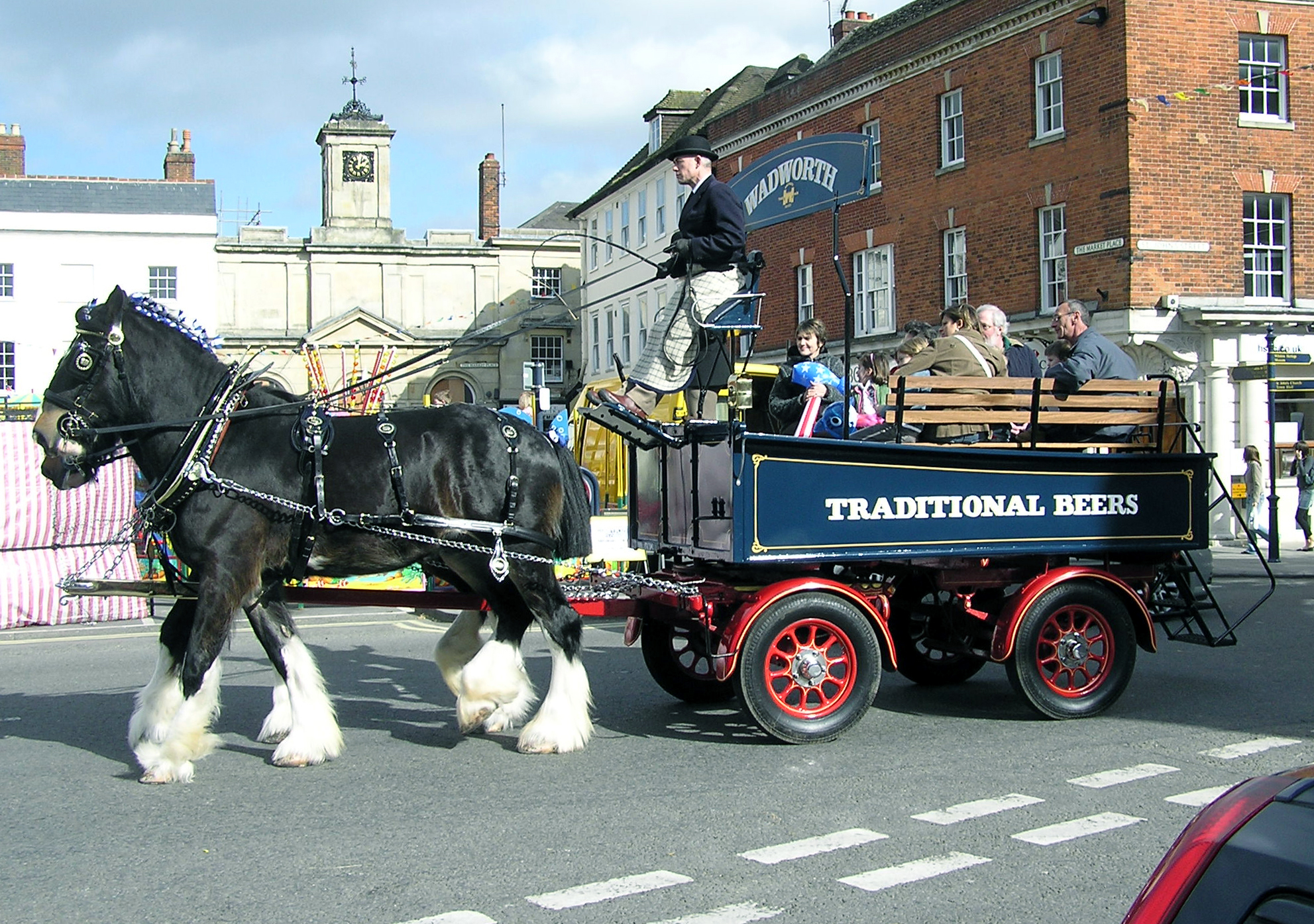
Dubbelspan voor een brouwerijwagen

De shire is een paardenras afkomstig uit Engeland. Met een schofthoogte van gemiddeld 1,80 meter behoren de paarden van dit ras tot de grootste ter wereld. De shire behoort tot de koudbloedrassen en wordt voornamelijk gebruikt als trekpaard.
Net als de clydesdale is de shire laat rijp. Zijn snelle groei in de eerste jaren maakt dat de botten en spieren pas op latere leeftijd volledig volgroeid en belastbaar zijn. Het paard kan pas op vierjarige leeftijd langzamerhand op zijn werk worden voorbereid.

## Uiterlijk
De shire heeft een groot hoofd, vriendelijke ogen, breed voorhoofd en lange oren. Hij heeft een lange, gebogen hals die goed geplaatst is op zijn sterke, schuine schouder met diep front. Hij heeft een brede rug met sterke lenden, de achterhand is zeer gespierd en hij heeft een afhangend, rond kruis. Hij heeft ook uitstekende, lange benen, wat opvalt bij zo'n zwaar paard. Verder heeft hij een goed skelet. Zijn gewicht kan rond de 1000 kilogram bedragen.

### Vachtkleuren
De kleuren zwart, licht- en donkerbruin komen het meest voor en er zijn vrijwel altijd witte aftekeningen zichtbaar. Shireschimmels waren zeldzaam maar zijn de laatste jaren door intensieve fokkerij op kleur in aantal toegenomen. Vier witte benen en een bles worden gezien als de ideale aftekeningen voor dit ras.

### Behang
De shire heeft veel behang aan de benen, wat wil zeggen dat hij veel beharing heeft aan zijn onderbenen. De haren aan de onderbenen worden ook wel sokken genoemd. De sokken, manen en staart samen noemen we het behang.

## Karakter
Qua karakter is de shire een rustig, vriendelijk en leergierig paard. Hij is zelfs zo vriendelijk dat het met gerust hart aan een kind kan worden toevertrouwd. Het paard is over het algemeen ook zeer levendig en actief en beschikt over een groot uithoudingsvermogen.

## Gebruik
Zijn populariteit heeft hij te danken aan zijn lichaamskracht. Later werden ze bekend als brouwerspaarden. Ingespannen voor monumentale brouwerijwagens vormen zij een indrukwekkende verschijning die door sommige brouwerijen in publiciteitsuitingen en als beeldmerk wordt gebruikt.
Ook in de showring trekt de shire veel aandacht. Het ras is zeer prettig om mee te werken. Zijn kracht en gewilligheid is overal welkom. Er wordt gezegd dat de shire in staat is 5 ton te trekken. Een van de gebieden waar de shire nog uitstekend op grond van zijn kracht ingezet kan worden, is de boomsleperij in de bosbouw.

## Fokkerij
Het is een ras dat zuiver fokt. Er bestaan stamboekverenigingen in meerdere landen. Het Engelse stamboek, de Shire Horse Society, werd opgericht in 1878. Het Amerikaanse stamboek, de Shire Horse Association, ontstond in 1885. Het stamboek in Australië stamt uit 1978. De Nederlandse Shire Horse Society werd opgericht in 1993.

## Oorsprong
De gras- en weidestreken van Midden-Engeland werden in het Engels shires genoemd. Op deze plaatsen lieten mensen uit de streek deze paarden vaak grazen. Zo werd de naam 'shire' simpelweg ook de naam van het paard. 'Shire' is overigens ook de aanduiding voor een bestuurlijk gebied in Engeland, te vergelijken met 'gouw' of 'graafschap'. De oudste vermelding van de benaming Shire horse stamt uit het midden van de 17e eeuw.

## Geschiedenis
Al in de twaalfde eeuw wordt melding gemaakt van sterke en veelzijdige werkpaarden op de paardenmarkt in Londen. Tijdens de regering van Hendrik VIII bestond er nog belangstelling voor zeer grote paarden. Oliver Cromwell stapte over op kleinere snellere paarden voor zijn cavalerie.
Toen Nederlanders in de 16e eeuw naar Engeland kwamen om de veengebieden van de fens in Lincolnshire droog te leggen, brachten zij Friese paarden mee. Hieruit ontstonden de rassen, de Lincolnshire Black en de Old English Black, die nu niet meer bestaan maar naar alle waarschijnlijkheid van grote invloed waren op de shire van de Midlands. Later werden nog eens merries van het Belgisch trekpaard geïmporteerd door de fokker Robert Bakewell, die op meerdere gebieden gezien wordt als een grote vernieuwer van de Engelse landbouw.
Tijdens de 19e eeuw werden shirepaarden vooral gebruikt als trekpaarden om goederen te transporteren over de slechte wegen vanaf de havens naar de markten in de steden en de dorpen. In het begin van de twintigste eeuw werkte de shire als trekpaard voor de paardentram in Londen. Door de toenemende landbouwmechanisatie in de jaren vijftig werden veel paarden overbodig en werden ze geslacht. De bestanden bereikten qua aantallen een absoluut dieptepunt in de jaren zestig. Na 1970 ontstond er een opleving in de belangstelling, maar de shire wordt zowel in Engeland als in de Verenigde Staten nog steeds gezien als een zeldzaam huisdierras.